# Lasioglossum havanense
Lasioglossum havanense är en biart som först beskrevs av Baker 1906.  Lasioglossum havanense ingår i släktet smalbin, och familjen vägbin. Inga underarter finns listade i Catalogue of Life.

## Bildgalleri

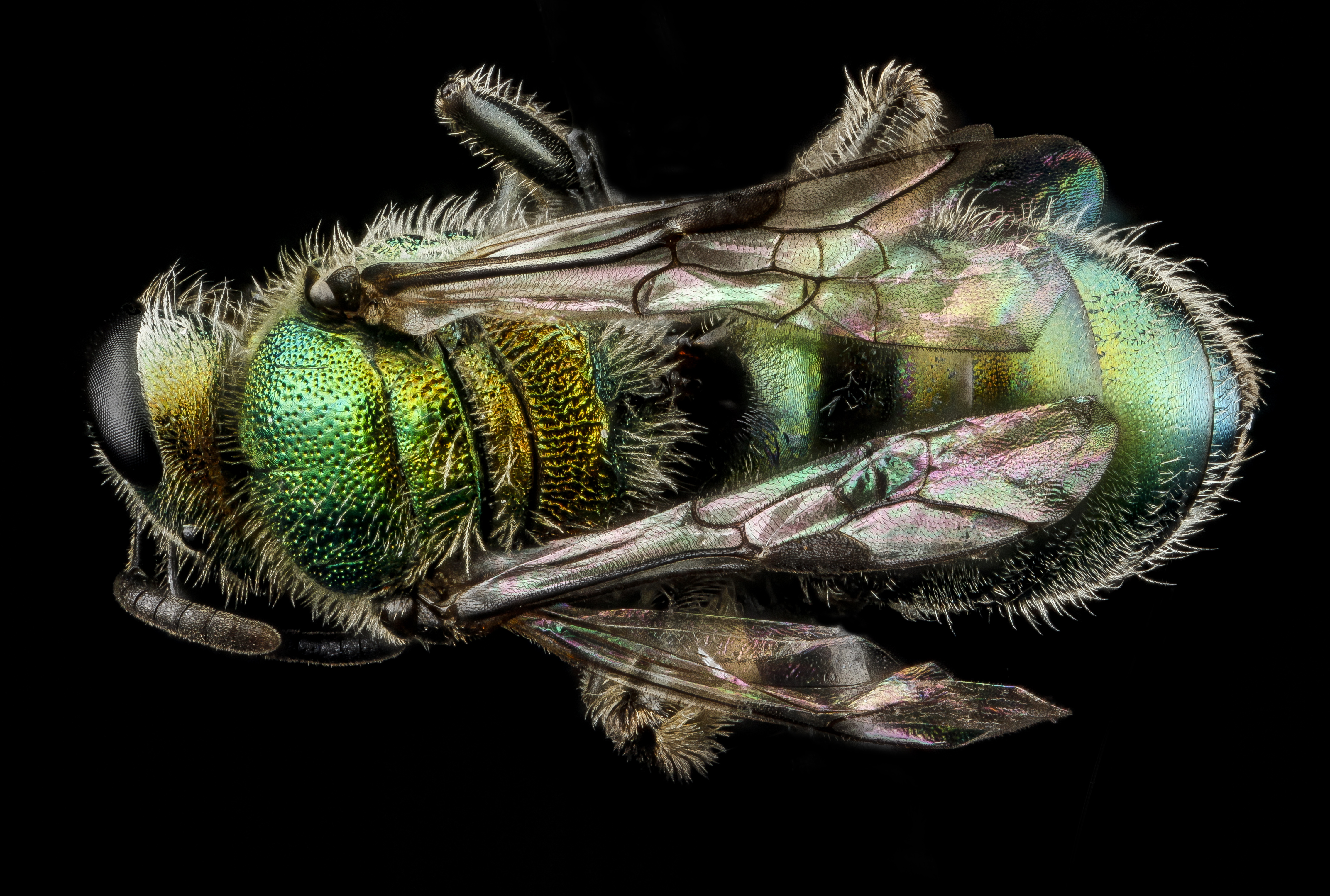
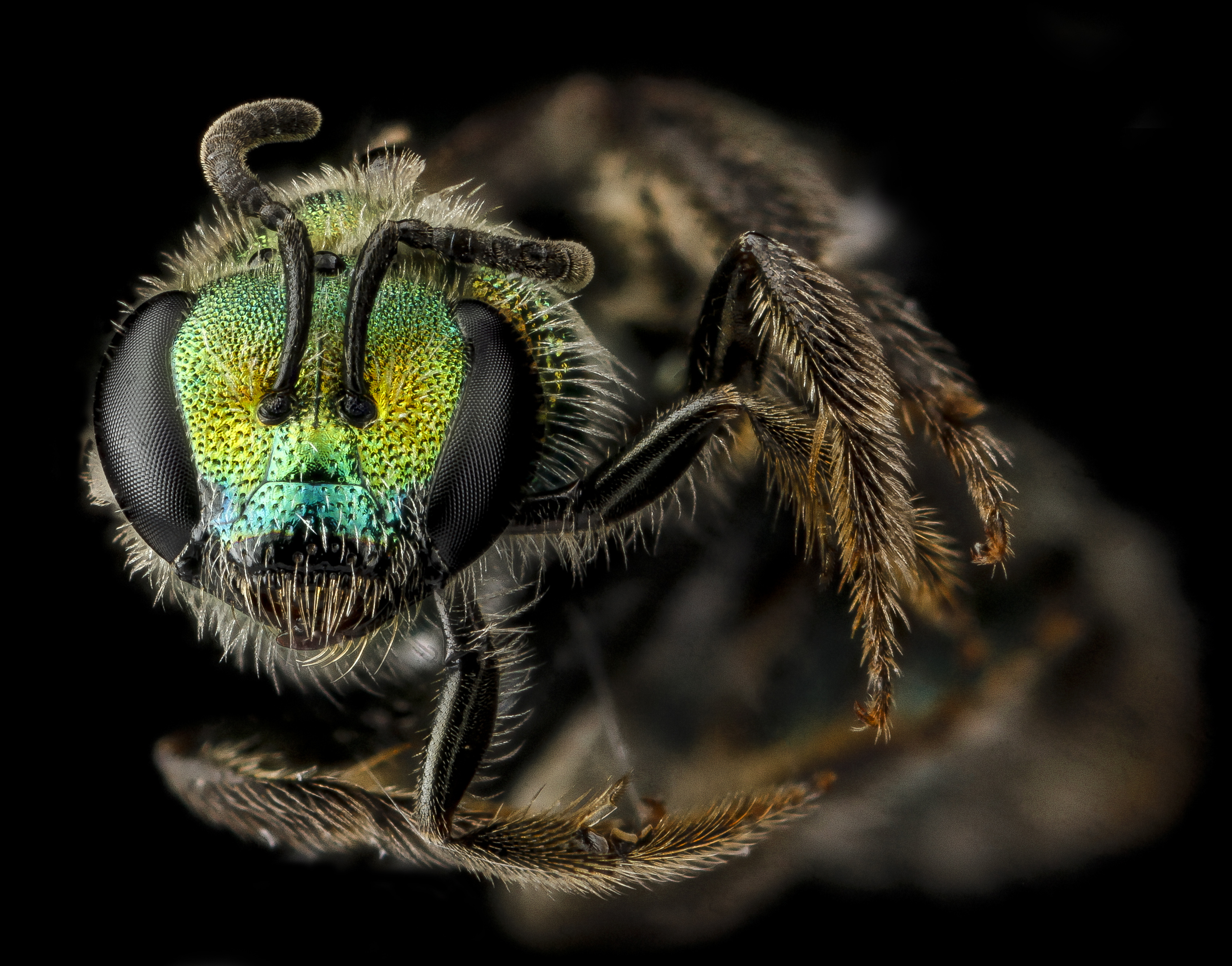
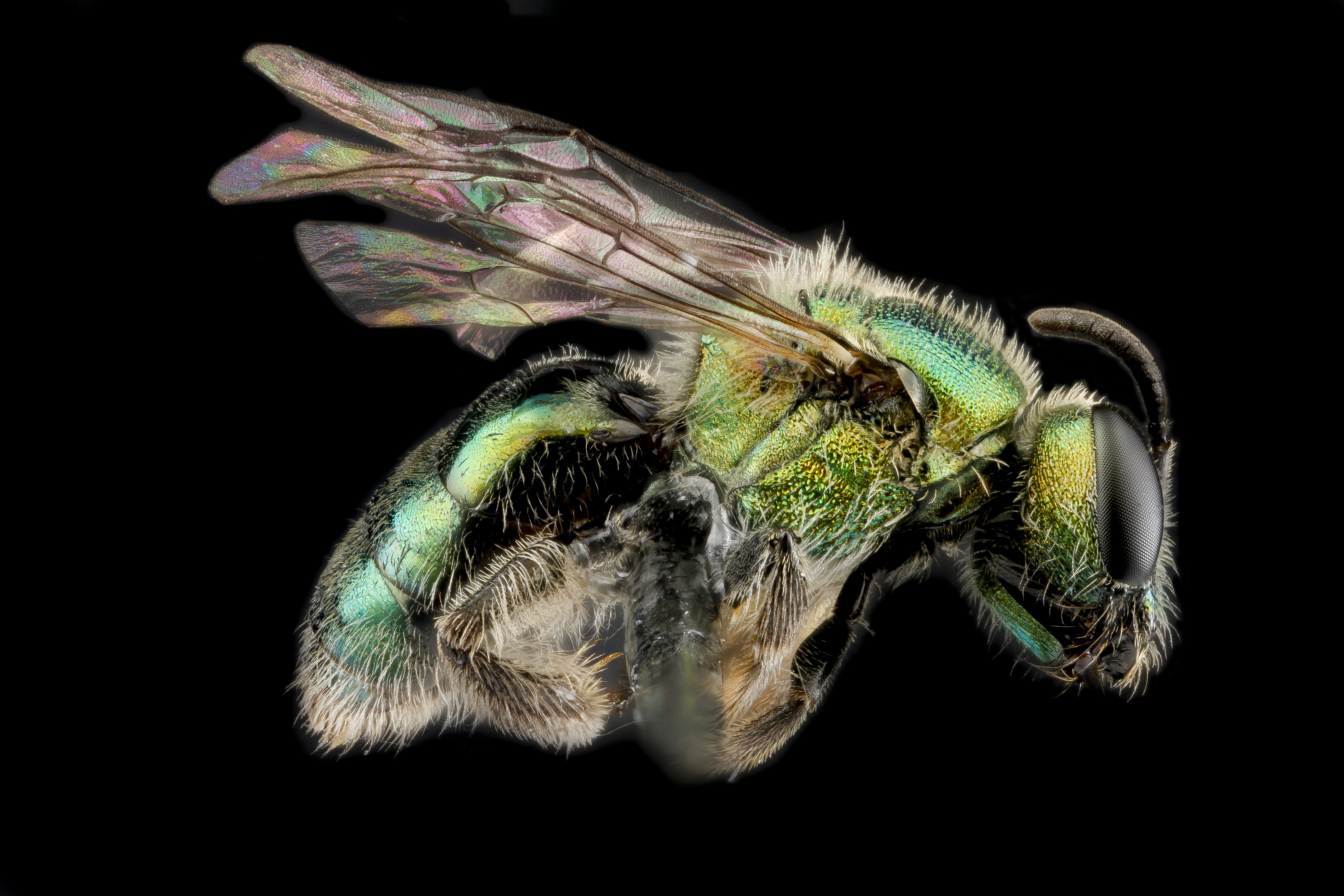